# Майкъл Франкс
Майкъл Франкс (на английски: Michael Franks) е американски джаз певец и автор на песни.
Прави колаборации с редица други музиканти, от рода на Пати Остин, Бренда Ръсъл, Арт Гарфънкъл, и Дейвид Санборн. Неговите песни са презаписвани от Лайл Ловет, Кърт Елинг, Манхатън Трансфър, Пати Лабел, Кармен Макрей, Даяна Крол, Шърли Беси, Ринго Стар и Карпентърс.

## Биография и творчество
Франк израства в Южна Калифорния, където живеят баща му Джералд, майка му Бети и двете му по-малки сестри. Никой в семейството не се занимава с музика, но родителите му обожават суинга. Едни от първите му влияния са Пеги Лий, Нат Кинг Коул, Айра Гершуин, Ървинг Бърлин и Джони Мърсър. На 14 години си купува първата китара, японско „Марко Поло“ за 29,95 долара, към която са поместени шест урока. Това остава единственият учител по музика, който някога е имал.
Докато е в Юнивърсити Хай в Сан Диего, Франкс открива поезията на Теодор Рьотке, която е изпълнена с неритмични рими и има скрита метрика. В гимназията започва да пее фолк рок, акомпанирайки си на китара. Следва английска филология в Калифорнийския университет в Лос Анджелис, и по това време се запознава с творчеството на Дейв Брубек, Пати Пейдж, Стан Гец, Жоао Жилберто, Антонио Карлос Жобим и Майлс Дейвис. Той никога не изучава музика в колеж или в по-късно време, но се сдобива с бакалавърска степен по сравнително литературознание от Калифорнийския университет в Лос Анджелис (1966 г.) и магистърска – от Орегонския университет, през 1968 г. Асистент е по докторска програма по американска литература в Монреалския университет, след което се връща, за да преподава на непълен работен ден в Ю-Си-Ел-Ей.
По това време Франкс започва да пише песни, започвайки с антивоенния мюзикъл Anthems in E-flat с Марк Хамил. Започва да композира и музика за филмите Count Your Bullets, Cockfighter, and Zandy's Bride, в които участват Лив Улман и Джийн Хекман. Сони Тери и Брауни Макгий презаписват три от песните му, сред тях White Boy Lost in the Blues, попадайки в албума Sonny & Brownie. Франкс свири на китара, банджо и мандолина в този албум и ги съпровожда на турнета. През 1973 г. той записва едноименен албум, който по-късно е преиздаден като Previously Unavailable, който представя малкия хит Can't Seem to Shake This Rock 'n Roll.
През 1976 г. Франкс записва първия си албум, The Art of Tea, с който Франкс започва едни дълги взаимоотношения с Уорнър Брадърс Мюзик. В The Art of Tea свирят Джо Сампъл, Лери Карлтън и Уилтън Фелдър от Крусейдърс, и от него излиза хитовата песен Popsicle Toes. Третият му албум, Sleeping Gypsy, включва песента The Lady Wants to Know, която е отчасти записана в Бразилия. Горе-долу по това време перкусионистът Рей Армандо дава на Франкс кабаса, която става запазена марка на сцената, когато не свири на китара. Burchfield Nines (1978), в която е записана песента When the Cookie Jar Is Empty, отразява решението му да се премести в Ню Йорк и да внедрява повече източнобрежно звучене. Оттогава Франкс има записани повече от 15 албума.
Най-известните му произведения са When I Give My Love to You, Popsicle Toes, Monkey See, Monkey Do, Lotus Blossom, Tiger in the Rain, Rainy Night in Tokyo, и Tell Me All About It. Най-внушителният му хит датира от 1983 г., когато е записан When Sly Calls (Don't Touch That Phone), поставен в албума Passionfruit. Радиохитовете Your Secret's Safe With Me и Island Life са от Skin Dive (1985) и The Camera Never Lies (1987), съответно.